# Mercy (пісня Muse)
«Mercy» — пісня британського рок-гурту Muse, другий сингл із альбому Drones. Лірик-відео було опубліковано на YouTube-каналі гурту 18 травня, а відеокліп оприлюднений в день виходу альбому, 8 червня 2015 року. Режисером відеокліпу став Сінг Дж. Лі (англ. Sing J. Lee), а головну роль зіграла Елль Еванс, дівчина соліста Muse.

## Хіт-паради
| Chart (2015)                        | Peak position |
| ----------------------------------- | ------------- |
| Франція (SNEP)                      | 40            |
| Іспанія (PROMUSICAE)                | 49            |
| США (Alternative Songs) (Billboard) | 10            |